# Prosta pochyła
O prostej {\displaystyle p} mówimy, że jest pochyłą do prostej {\displaystyle q,} jeśli:
- {\displaystyle p} jest różna od {\displaystyle q,}
- {\displaystyle p} przecina {\displaystyle q,}
- {\displaystyle p} nie jest prostopadła do {\displaystyle q.}

Definicja bardziej zwięzła:
Pochyłą do prostej {\displaystyle q} nazywamy prostą {\displaystyle p} przecinającą prostą {\displaystyle q} pod kątem różnym od prostego
Można także definiować prostą pochyłą do płaszczyzny:
Pochyłą do płaszczyzny {\displaystyle \alpha } nazywamy prostą {\displaystyle p} przecinającą płaszczyznę {\displaystyle \alpha } pod kątem różnym od prostego

## Własności w geometrii euklidesowej

Geometria euklidesowa. Prosta pochyła do prostej i prosta prostopadła do prostej w geometrii euklidesowej.

- Jeśli prosta {\displaystyle p} jest pochyła do prostej {\displaystyle q,} a prosta {\displaystyle r} jest prostopadła do prostej {\displaystyle q,} to proste {\displaystyle p} i {\displaystyle r} przecinają się.

Punkt {\displaystyle C} przecięcia prostych {\displaystyle p} i {\displaystyle r} znajduje się w odległości {\displaystyle {\frac {AB}{\cos \alpha }}} od punktu {\displaystyle A} przecięcia prostych {\displaystyle p} i {\displaystyle q} i w odległości {\displaystyle AB\operatorname {ctg} \alpha } od punktu {\displaystyle B} przecięcia prostych {\displaystyle q} i {\displaystyle r.}
- Jeśli dwie pochyłe do prostej {\displaystyle p} tworzą z tą prostą różne kąty ostre, to przecinają się.

## Własności w geometrii hiperbolicznej

Geometria hiperboliczna. Prosta prostopadła do prostej równoległa do pochyłej

- Jeśli prosta {\displaystyle p} jest pochyła do prostej {\displaystyle q,} to istnieje taka prosta {\displaystyle r} prostopadła do {\displaystyle q,} która jest równoległa do {\displaystyle p}[a].

Dowód. Niech {\displaystyle A} niech będzie punktem przeciecia prostych {\displaystyle p} i {\displaystyle q,} a {\displaystyle \alpha } niech będzie kątem ostrym między nimi. Jeśli {\displaystyle B} jest takim punktem prostej {\displaystyle q,} że {\displaystyle \alpha =\Pi (AB),} gdzie {\displaystyle \Pi (AB)} jest kątem rówmnoległości odpowiadającym odcinkowi AB i kąt ostry między prostą {\displaystyle p} i półprostą AB jest równy {\displaystyle \alpha .} Wtedy prosta {\displaystyle r} prostopadła do prostej {\displaystyle q} przechodząca przez punkt {\displaystyle B} jest równoległa do {\displaystyle p.}
- Z dowodu poprzedniej własności wynika, że istnieją proste prostopadłe do prostej {\displaystyle p,} które nie są równoległe do pochyłej {\displaystyle q} i nie przecinają jej[b]. Własność tę ma prostopadła do {\displaystyle q} przechodząca przez każdy punkt {\displaystyle C} półprostej otwartej B\A[c] Punkty takiej prostopadłej najpierw zbliżają się do pochyłej, do momentu, gdy obie proste mają wspólną prostopadłą, a następnie oddalają się od pochyłej i odległość ta dąży do nieskończoności[2].